# آدریان رولس
آدریان رولس (انگلیسی: Adrián Ruelas؛ زادهٔ ۱۸ مارس ۱۹۹۱) بازیکن فوتبال اهل مکزیک است.
از باشگاه‌هایی که در آن بازی کرده‌است می‌توان به باشگاه فوتبال سلتیک اشاره کرد.
وی همچنین در تیم ملی فوتبال United States U20 بازی کرده‌است.